# Anarthria prolifera
Anarthria prolifera är en gräsväxtart som beskrevs av Robert Brown. Anarthria prolifera ingår i släktet Anarthria och familjen Anarthriaceae. Inga underarter finns listade i Catalogue of Life.